# Аршица (Муреш)
Аршица (рум. Arșița) — село у повіті Муреш в Румунії. Входить до складу комуни Ходак.
Село розташоване на відстані 274 км на північ від Бухареста, 42 км на північний схід від Тиргу-Муреша, 106 км на схід від Клуж-Напоки, 134 км на північ від Брашова.

## Населення
За даними перепису населення 2002 року у селі проживали 79 осіб, з них 78 осіб (98,7%) румунів. Рідною мовою 78 осіб (98,7%) назвали румунську.